# St Mirren Football Club
Pour les articles homonymes, voir Mirren.
Maillots
Actualités
Le St Mirren Football Club est un club écossais de football professionnel basé à Paisley, dans le Renfrewshire.
Le club fait partie des dix fondateurs de la Scottish Football League et du premier championnat d'Écosse en 1890. Il fait aussi partie des cinq clubs parmi ces dix à encore exister aujourd'hui. Il évolue actuellement dans le Scottish Premiership.
St Mirren a remporté trois fois la coupe d'Écosse en 1926, 1959 et 1987. Le club remporte sa première coupe de la Ligue en 2013 après sa victoire 3-2 contre Heart of Midlothian.

## Historique
- 1877 : fondation du club
- 1890 : première participation au championnat de première division (saison 1890-1891)
- 1894-1895 : participation à la Renfrewshire League
- 1898-1902 : participation à la Glasgow and West of Scotland League
- 1980 : première participation à une Coupe d'Europe (C3, saison 1980/81)
- 2009 : départ de leur ancien stade, le Love Street et installation au St Mirren Park
- À l'issue de la saison 2017-2018, le club est promu en Scottish Premiership

## Bilan sportif

### Palmarès
| Compétitions nationales | Compétitions internationales |
| - Championnat d'Écosse de deuxième division (5) : - Champion : 1968, 1977, 2000, 2006 et 2018 - Coupe d'Écosse (3) : - Vainqueur : 1926, 1959 et 1987 - Finaliste : 1908, 1934 et 1962 - Coupe de la Ligue écossaise (1) : - Vainqueur : 2013 - Finaliste : 1956 et 2010 - Scottish Challenge Cup (1) : - Vainqueur : 2006 - Finaliste : 1994 et 2017 - Coupe anglo-écossaise (1) : - Vainqueur : 1980. - Finaliste : 1978, 2010. - Summer Cup (1) : - Vainqueur : 1943 - Glasgow and West of Scotland League (1) : - Vainqueur : 1899 - Tennents' Sixes : - Finaliste : 1986 et 1990 |                              |

### Bilan européen
Note : dans les résultats ci-dessous, le score du club est toujours donné en premier.
| Saison    | Compétition      | Tour                | Club                | Domicile | Extérieur | Total |
| --------- | ---------------- | ------------------- | ------------------- | -------- | --------- | ----- |
| 1980-1981 | Coupe UEFA       | 32es de finale      | IF Elfsborg         | 0 - 0    | 2 - 1     | 2 - 1 |
| 1980-1981 | Coupe UEFA       | Seizièmes de finale | AS Saint-Étienne    | 0 - 0    | 0 - 2     | 0 - 2 |
| 1983-1984 | Coupe UEFA       | 32es de finale      | Feyenoord Rotterdam | 0 - 1    | 0 - 2     | 0 - 3 |
| 1985-1986 | Coupe UEFA       | 32es de finale      | Slavia Prague       | 3 - 0 ap | 0 - 1     | 3 - 1 |
| 1985-1986 | Coupe UEFA       | Seizièmes de finale | Hammarby IF         | 1 - 2    | 3 - 3     | 4 - 5 |
| 1987-1988 | Coupe des coupes | Seizièmes de finale | Tromsø IL           | 1 - 0    | 0 - 0     | 1 - 0 |
| 1987-1988 | Coupe des coupes | Huitièmes de finale | KV Malines          | 0 - 2    | 0 - 0     | 0 - 2 |
| 2024-2025 | Ligue Conférence | Deuxième tour Q     | Valur Reykjavik     | 4 - 1    | 0 - 0     | 4 - 1 |
| 2024-2025 | Ligue Conférence | Troisième tour Q    | SK Brann            | 1 - 1    | 1 - 3     | 2 - 4 |

Légende
- Victoire ou qualification pour le tour suivant
- Match nul
- Défaite ou élimination de la compétition

## Joueurs et personnalités du club

### Entraîneurs
Le tableau suivant présente la liste des entraîneurs du club depuis 1877.
| Rang | Nom                 | Période             |
| ---- | ------------------- | ------------------- |
| 1    | ?                   | 1877-juin 1904      |
| 2    | John McCartney      | 1966-janvier 1910   |
| 3    | Barry Grieve        | fév.-juin 1910      |
| 4    | Hugh Law            | juil. 1910-1916     |
| 5    | Johnny Cochrane     | 1916-avr. 1928      |
| 6    | Donald Turner       | avr. 1928-avr. 1929 |
| 7    | John Morrison       | juin 1929-oct. 1936 |
| 8    | Sam Blythe          | oct. 1936-fév. 1941 |
| 9    | Donald Menzies      | fév. 1941-déc. 1942 |
| 10   | Willie Fotheringham | déc. 1942-mai 1945  |
| 11   | Bobby Rankin        | mai 1945-août 1954  |
| 12   | Willie Reid         | août 1954-déc. 1961 |
| 13   | Bobby Flavell       | déc. 1961-déc. 1962 |
| 14   | Jackie Cox          | déc. 1962-mai 1965  |

| Rang | Nom               | Période              |
| ---- | ----------------- | -------------------- |
| 15   | Doug Millward     | juin 1965-déc. 1966  |
| 16   | Alex Wright       | déc. 1966-oct. 1970  |
| 17   | Wilson Humphries  | nov. 1970-janv. 1972 |
| 18   | Tommy Bryceland   | janv. 1972-mai 1973  |
| 19   | Willie Cunningham | juin 1973-oct. 1974  |
| 20   | Alex Ferguson     | oct. 1974-mai 1978   |
| 21   | Jim Clunie        | juin 1978-nov. 1980  |
| 22   | Rikki McFarlane   | nov. 1980-oct. 1983  |
| 23   | Alex Miller       | oct. 1983-déc. 1986  |
| 24   | Alex Smith        | déc. 1986-avr. 1988  |
| 25   | Tony Fitzpatrick  | avril 1988-mai 1991  |
| 26   | David Hay         | mai 1991-mai 1992    |
| 27   | Jimmy Bone        | mai 1992-août 1996   |
| 28   | Iain Munro        | 9-10 sept. 1996      |

| Rang | Nom              | Période              |
| ---- | ---------------- | -------------------- |
| 29   | Tony Fitzpatrick | sept. 1996-déc. 1998 |
| 30   | Tom Hendrie      | déc. 1998-sept. 2002 |
| 31   | John Coughlin    | sept. 2002-nov. 2003 |
| 32   | Gus MacPherson   | nov. 2003-mai 2010   |
| 33   | Danny Lennon     | juin 2010-mai 2014   |
| 34   | Tommy Craig      | mai-déc. 2014        |
| 35   | Gary Teale       | janv.-mai 2015       |
| 36   | Ian Murray       | mai-déc. 2015        |
| 37   | Alex Rae         | déc. 2015-sept. 2016 |
| 38   | Allan McMannus   | sept.-oct. 2016      |
| 39   | Jack Ross        | oct. 2016-mai 2018   |
| 40   | Alan Stubbs      | juin-septembre 2018  |
| 41   | Oran Kearney     | septembre 2018-2019  |
| 42   | Jim Goodwin      | 2019-février 2022    |
| 43   | Stephen Robinson | depuis février 2022  |

### Joueurs

#### Hall of Fame
St Mirren a inauguré son Hall of Fame en 2004. Sont répertoriés en tant que membres:
- Billy Abercromby (en)
- Gerry Baker (en)
- Alex Beckett (en)
- Jimmy Bone (en)
- Jock Bradford (en)
- Tommy Bryceland (en)
- Jim Clunie (en)
- Tony Connell (en)
- Jackie Copland (en)
- James 'Daddy' Dunlop
- Tony Fitzpatrick
- Willie Fulton
- Ricky Gillies (en)
- Jim Goodwin
- David Lapsley (en)
- Barry Lavety (en)
- Danny Lennon (en)
- David McCrae
- Kenny McDowall
- Andy McFadden
- Frank McGarvey
- Kevin McGowne (en)
- Barry McLaughlin (en)
- Norrie McWhirter (en)
- Ally Miller (en)
- Campbell Money (en)
- Cameron Murray
- Hugh Murray
- John Potter
- Bobby Rankin (en)
- Lex Richardson (en)
- Jim Rodger (en)
- Ludovic Roy
- Craig Samson
- Alex Smith
- Doug Somner
- Billy Stark (en)
- Wille Telfer
- Steven Thompson
- Tommy Turner
- John 'Cockles' Wilson
- Alex Wright
- Mark Yardley (en)
- David van Zanten (en)